# Botanophila rectangularis
Botanophila rectangularis är en tvåvingeart som först beskrevs av Ringdahl 1952.  Botanophila rectangularis ingår i släktet Botanophila och familjen blomsterflugor. Arten är reproducerande i Sverige. Inga underarter finns listade i Catalogue of Life.